# Lina Larissa Strahl

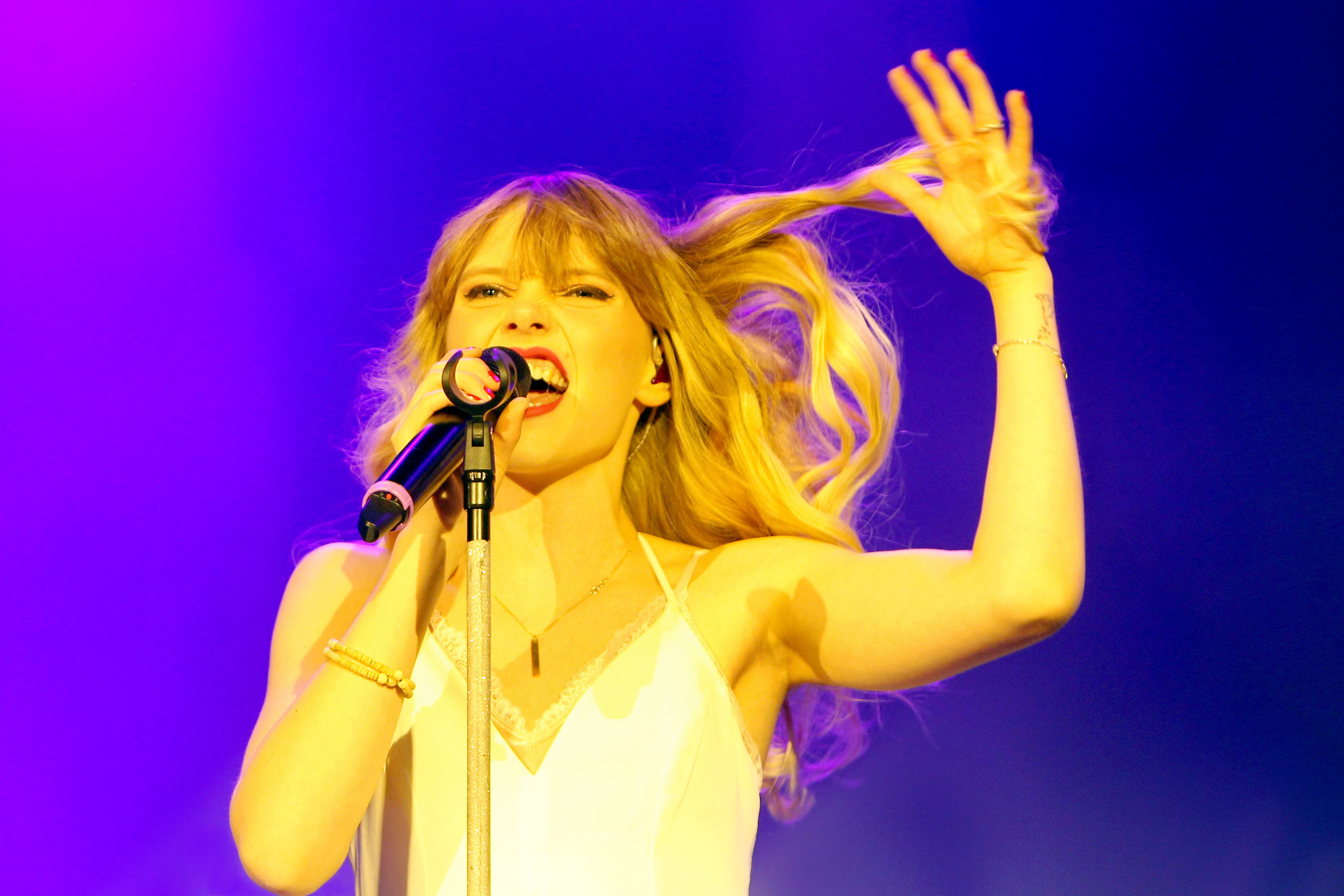
Lina Larissa Strahl (2018)

Lina Larissa Strahl (n.  15 de diciembre de 1997, Seelze, Alemania) es una actriz, cantante, y cantautora alemana. Es conocida por su papel en Bibi & Tina. Su álbum debut, lanzado en 2016, lleva por título Official.

## Primeros años
Nació en 1997. Es de Seelze. Ha vivido en Hannover.

## Carrera
En 2013, Lina ganó Dein Song, un concurso de música en el canal KiKA, tras interpretar "Freakin’ Out" en la final, canción que compuso junto a la banda MIA. En marzo de 2016, lanzó un sencillo, "Wie Ich Bin", y su  álbum debut se lanzó en mayo del mismo año.
Interpretó a la bruja y hechicera rubia Bibi Blocksberg en la trilogía de películas de Bibi & Tina. La primera película de la serie se estrenó en 2014, mientras que la última fue "Bibi & Tina: Mädchen gegen Jungs" (Bibi y Tina: Chicas contra Chicos).
En 2016, Strahl interpretó al personaje de Vaiana en el doblaje de la película animada del mismo nombre (título original: Moana). El filme se estrenó en Alemania el 22 de diciembre.
EGO, su segundo álbum de estudio, se lanzó el 3 de noviembre de 2017 y, asimismo, fue publicado Unverstärkt EP, un EP que forma parte de la edición deluxe del álbum.
En la segunda temporada de la serie de Disney Channel The Lodge participó como el personaje de Frankie. En la serie se hace amiga de una de las protagonistas principales, Kaylee (Jade Alleyne), cuando la conoce en la escuela de música y las dos se convierten en amigas al momento y demuestran su talento musical. Esta producción significó su primera en un idioma distinta al alemán. Las escenas se grabaron durante 2017 en Irlanda del Norte.
El 9 de noviembre de 2018 se lanzó su tercer álbum titulado Rebellin (estilizado como R3BELLIN) y durante marzo del año siguiente recorrió ciudades de Alemania e incluso Suiza y Austria con su gira denominada “Um Zu Rebellieren Tour”. Tilman Pörzgen fue su artista telonero.
En agosto de 2019 se anunció que se desempañará nuevamente como actriz de voz en el doblaje en alemán de la película animada UglyDolls. Allí interpreta a Moxy, una de los protagonistas.

## Discografía

### Álbumes de estudio
|      | Álbum    | Lanzamiento            | Discográfica          |
| 2016 | Official | 27 de mayo de 2016     | BMG Rights Management |
| 2017 | Ego      | 3 de noviembre de 2017 | BMG Rights Management |
| 2018 | Rebellin | 9 de noviembre de 2018 | BMG Rights Management |

## Filmografía
- Bibi & Tina: Bibi Blocksberg (2014–2017)
- Moana: Vaiana (voz, 2016)
- The Lodge: Frankie (2017)
- UglyDolls: Moxy (voz, 2019)